# Ladislav Maier
Pour les articles homonymes, voir Maier.
Ladislav Maier est un ancien footballeur international tchèque né le 4 janvier 1966 à Boskovice qui évoluait au poste de gardien de but.

## Biographie

### International
Ladislav Maier fait ses débuts internationaux le 13 décembre 1995 contre le Koweït. Il participe à l'Euro 1996, à la Coupe des confédérations 1997 et à l'Euro 2000 avec la République tchèque.

## Palmarès
- Avec le Rapid Vienne :
  - Champion d'Autriche en 2005.